# مسخره‌بازی
مسخره‌بازی عنوان فیلمی سیاه‌وسفید و صامت به کارگردانی ویلیام کندی دیکسون و ویلیام هیس محصول سال ۱۸۸۹ یا ۱۸۹۰ ایالات متحدهٔ آمریکا است.